# Гура-Риулуй
Гура-Риулуй (рум. Gura Râului) — комуна у повіті Сібіу в Румунії. До складу комуни входить єдине село Гура-Риулуй.
Комуна розташована на відстані 219 км на північний захід від Бухареста, 13 км на південний захід від Сібіу, 120 км на південь від Клуж-Напоки, 126 км на захід від Брашова.

## Населення
За даними перепису населення 2002 року у комуні проживала 3621 особа. Усі жителі комуни рідною мовою назвали румунську.
Національний склад населення комуни:
| Національність | Кількість осіб | Відсоток |
| -------------- | -------------- | -------- |
| румуни         | 3616           | 99,9%    |
| цигани         | 3              | 0,1%     |
| угорці         | 2              | 0,1%     |

Склад населення комуни за віросповіданням:
| Релігія                                       | Кількість осіб | Відсоток |
| --------------------------------------------- | -------------- | -------- |
| православні                                   | 3472           | 95,9%    |
| адвентисти                                    | 103            | 2,8%     |
| баптисти                                      | 36             | 1,0%     |
| греко-католики                                | 4              | 0,1%     |
| не релігійні                                  | 3              | 0,1%     |
| лютерани (Синодально-пресвітеріанська церква) | 1              | < 0,1%   |
| атеїсти                                       | 1              | < 0,1%   |
| не вказали релігію                            | 1              | < 0,1%   |

## Зовнішні посилання
- Дані про комуну Гура-Риулуй на сайті Ghidul Primăriilor [Архівовано 5 червня 2010 у Wayback Machine.]